# Fluorid amonný
Fluorid amonný je anorganická sloučenina, amonná sůl kyseliny fluorovodíkové. Krystalizuje v malých hranolovitých krystalech ostře slané chuti a je dobře rozpustný ve vodě.

## Krystalová struktura
Fluorid amonný vytváří wurtzitovou strukturu, která je velmi podobná krystalické struktuře ledu, fluorid amonný je jediná sloučenina, která může tvořit smíšené krystaly s vodou.

## Reakce
Prochází-li plynný fluorovodík touto solí, fluorid amonný jej absorbuje za vzniku hydrogendifluoridu amonného:

NH4F + HF → NH4HF2
NH4F při zahřátí sublimuje, což je běžná vlastnost amonných solí. Při sublimaci se rozkládá na amoniak a fluorovodík, které se mohou opět zrekombinovat na fluorid amonný, takže reakce je vratná:

[NH4]F ⇌ NH3 + HF

## Použití
Fluorid amonný je možné použít na leptání skla, kde se však častěji používá hydrogenfluorid. Schopnost leptat sklo mají fluorovodík i všechny rozpustné fluoridy, z tohoto důvodů se nesmí uchovávat ve skleněných nádobách a nesmí se s nimi pracovat ve skleněných zkumavkách.
Tato látka se také používá k moření dřeva, jako prostředek proti molům, při barvení textilií a jako antiseptikum v pivovarech.